# Hydrobia glyca
Hydrobia glyca is een slakkensoort uit de familie van de Hydrobiidae. De wetenschappelijke naam van de soort is voor het eerst geldig gepubliceerd in 1880 door Servain.